# Lashibi
Lashibi – miasto w Ghanie; w regionie Wielka Akra; 54 tys. mieszkańców (2007), jest jedną z 26 gmin wielkiej aglomeracji Tema. Przemysł spożywczy.